# Divertor Tokamak Test
Il Divertor Tokamak Test (abbreviato in DTT) è un progetto che punta alla realizzazione di un divertore in grado di espellere l'energia, per lo più calore,  ed i prodotti della fusione nucleare che si generano all'interno di un tokamak.

## Scopo
Lo scopo del progetto, proposto dall'ENEA ed approvato da EUROfusion, è individuare la configurazione più efficiente per il divertore e dimostrarne la realizzabilità e l'affidabilità perché possa essere utilizzato nel progetto pilota DEMO.

## Specifiche tecniche
Il Tokamak è stato progettato in modo tale da poter sperimentare le varie configurazioni del divertore in condizioni di funzionamento simili, dal punto di vista dei parametri funzionali, a quelle che si prevede saranno presenti in DEMO e, allo stesso tempo, essere in grado di concludere la fase sperimentale e di test in tempo utile per l'utilizzo in DEMO.
A questo scopo nel 2018 è partita la realizzazione a Frascati di un tokamak con le seguenti caratteristiche:
- Raggio maggiore (R): 2,10 m
- Raggio minore (a): 0,65 m
- Proporzioni (A=R/a): 3,23
- Volume(V): 29 m³
- Massimo campo magnetico toroidale al raggio maggiore del plasma (BT): 6 T
- Corrente del plasma (Ip): 5,5 MA
- Potenza addizionale (PTot): 45 MW
- Flussi Termici: 20 MW/m²
- Lunghezza dell'impulso a EOF: 90 s
- Safety Factor (q95): 3,0
- Fattore H98:  1,0

Una volta entrato nella fase operativa il progetto occuperà direttamente 1 500 persone tra scienziati e tecnici.

## Avanzamento dei lavori
Nel assemblea generale del ottobre 2017 EUROfusion approva il DTT riconoscendo che il progetto potrebbe trovare elementi utili su cui basare soluzioni al problema dello scarico del plasma esausto, una problematica potenzialmente critica per DEMO, fornendo informazioni in un range operativo e di configurazioni non accessibili negli attuali tokamak.
La realizzazione della macchina è partita nella seconda metà del 2018 e richiederà 7 anni per il completamento.
Considerando una data prevista per il primo plasma attorno al 2028, consentirà di raccogliere dati sperimentali per più di una ventina di anni prima della costruzione di DEMO.

## Costi
Il costo totale di realizzazione del DTT è previsto attorno ai 500 milioni €, coperti per metà con un prestito dell'Unione europea, per 130 milioni € dal governo italiano mentre 60 milioni € è la massima spesa prevista che verrà coperta da EUROfusion fino al 2022-2023, cioè fino a quando la stessa deciderà se proseguire lo studio proponendo un diverso divertore da testare oppure DTT sarà considerato a basso rischio di non completamento.
Altri 60 milioni di euro di finanziamenti arriveranno dai laboratori di ricerca coinvolti negli studi e, sotto forma di contributi in natura, da parte dei partner cinesi.